# James Lesure
James Lesure (Los Angeles (Californië), 21 september 1970) is een Amerikaans acteur, bekend door zijn rol van Mike Cannon - de beveiligingsman in het Casino/Hotel - in de televisieserie Las Vegas. Hij trad ook op in in de rol van Mel Ellis in For Your Love en een kleine rol in The Ring 2.

## Filmografie
- Studio 60 On The Sunset Strip
- Seinfeld
- Alias
- NYPD Blue
- The Drew Carey Show
- Lost
- Loveless in Los Angeles
- Mr. Sunshine[1]
- Men at Work